# Waw an-Namus

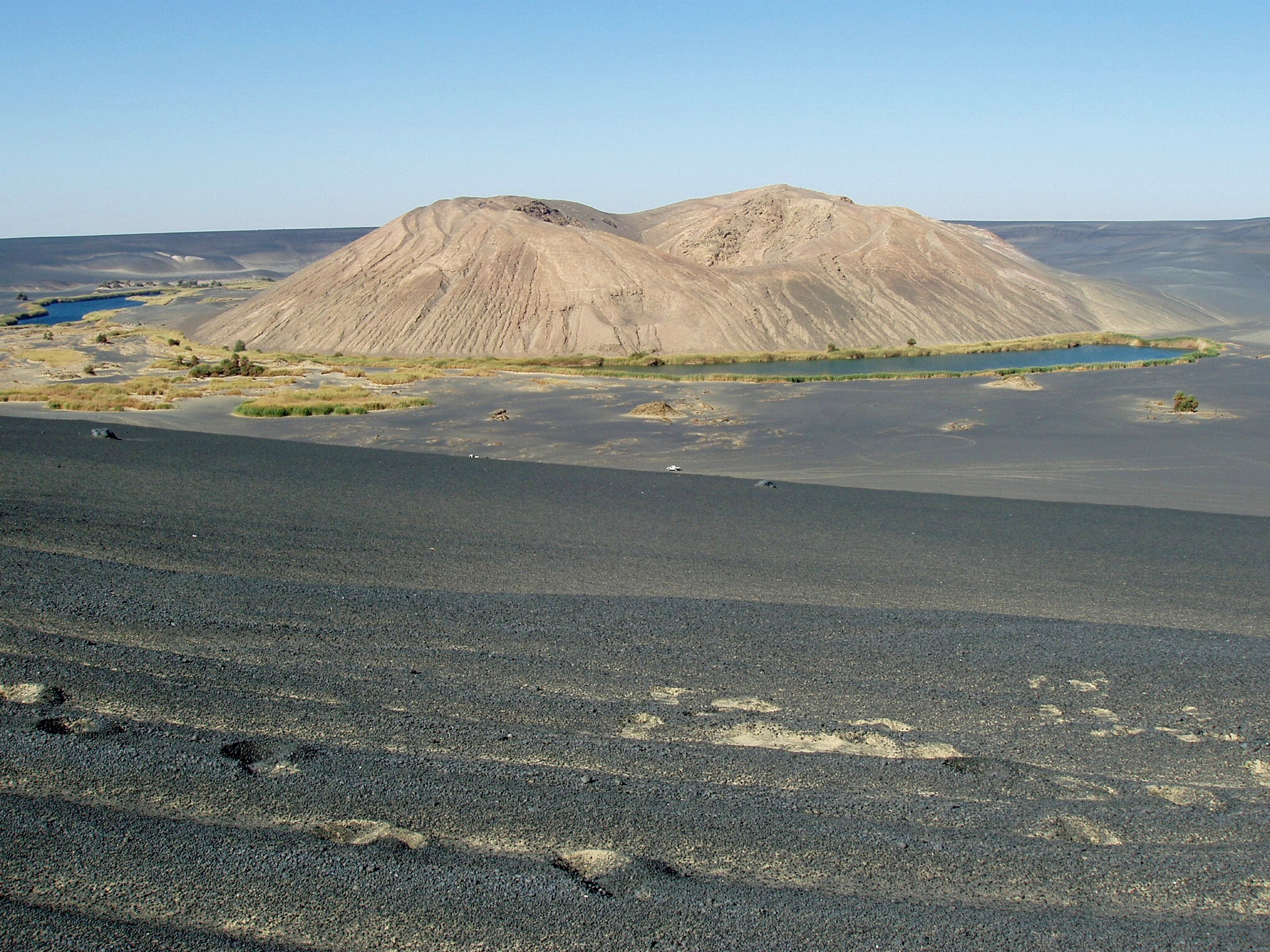
Zentrum des Waw an-Namus

Caldera des erloschenen Vulkans Wau-en-Namus im Süden Libyens, im Zentrum der Sahara

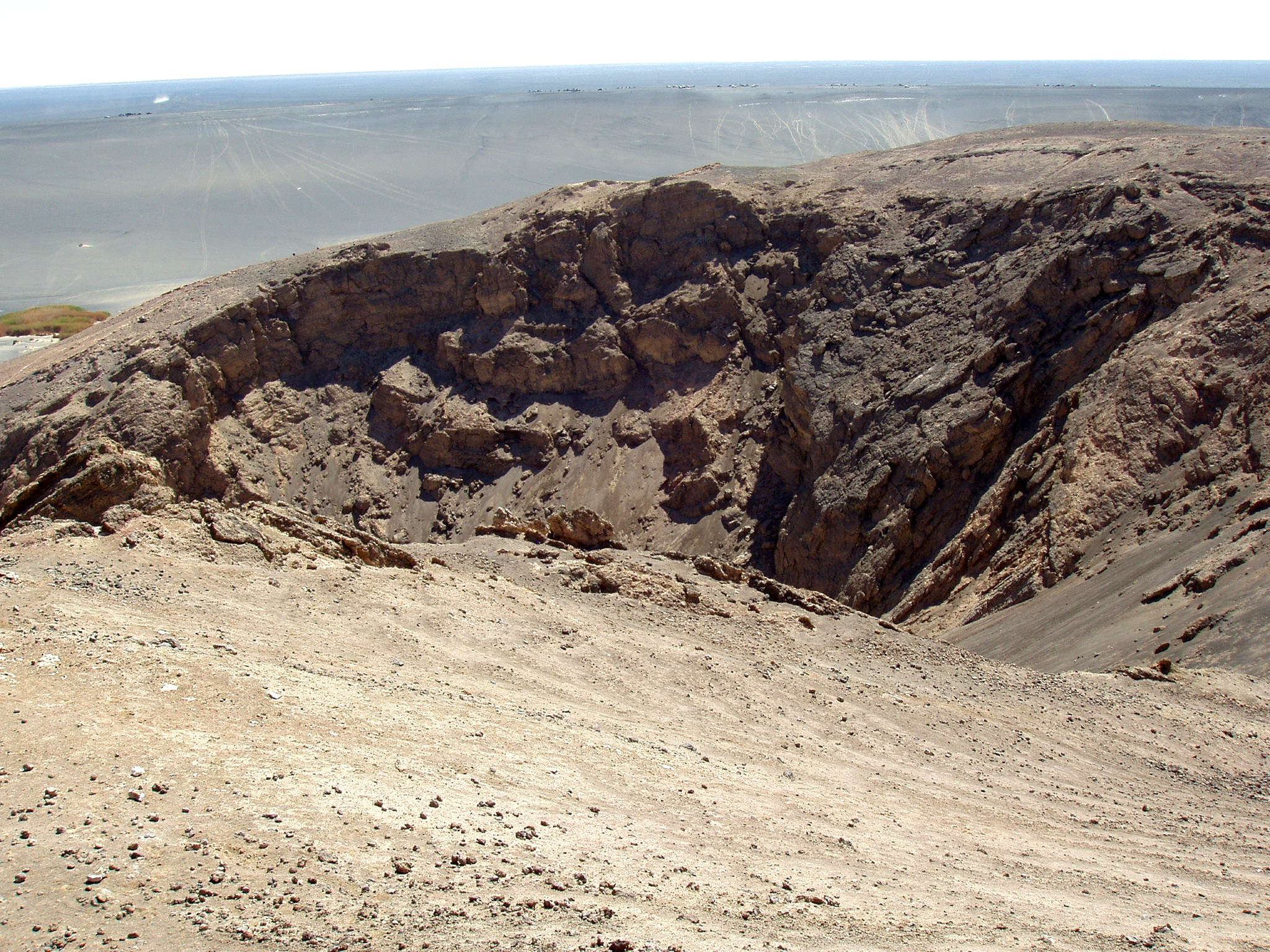
Zentraler Krater

Waw an-Namus (arabisch واو الناموس, DMG Wāw an-Nāmūs ‚Mückenkrater‘; auch Wau-en-Namus) ist ein erloschener Vulkan, eine Caldera im südlichen Libyen, nahe dem geographischen Zentrum der Sahara.
Auf dem Grund der ca. 4 km weiten und 100 m tiefen Caldera befinden sich ein Schlackenkegel und drei Salzseen, die alle in unterschiedlichen Farben erscheinen. Diese Seen begründen auch die Namensgebung des Waw an-Namus. Rund um die Caldera erstrecken sich über 10–20 km Felder mit dunklem vulkanischen Lockermaterial (Tephra), die sogar aus dem Weltraum deutlich zu sehen sind.
Waw an-Namus erfreute sich seit der beginnenden touristischen Öffnung Libyens ab ca. 2000 zunehmender touristischer Beliebtheit. Seit Beginn des Bürgerkrieges im Februar 2011 ist die Tour zum Wau-en-Namus wegen der seitdem extrem unsicheren Lage in Libyen nicht mehr möglich.
Am Südrand des Tibestigebirges liegt in etwa 500 km Luftlinie Entfernung das spektakuläre „Natronloch“, Trou au Natron.

## Bildergalerie

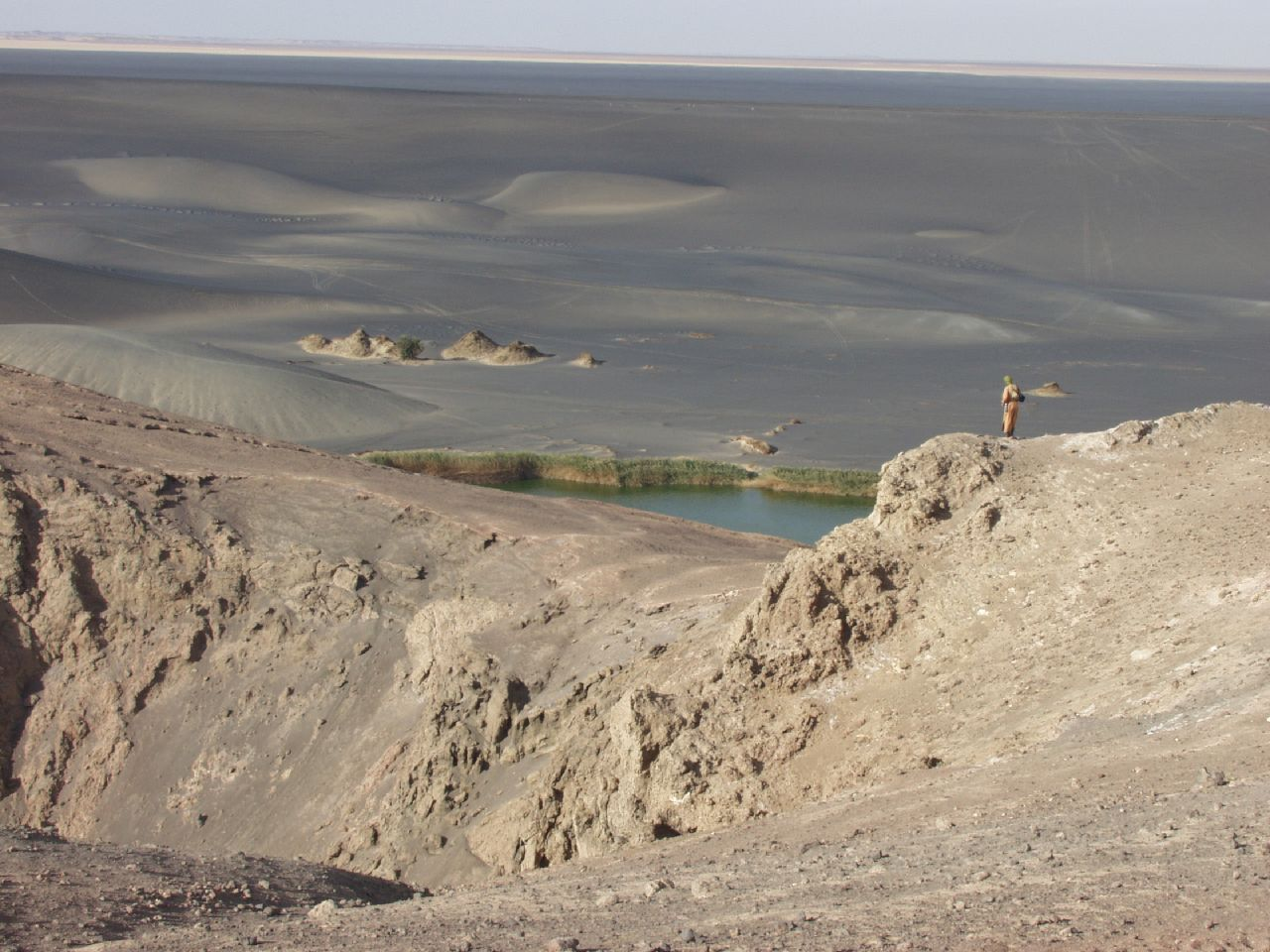
Waw an-Namus
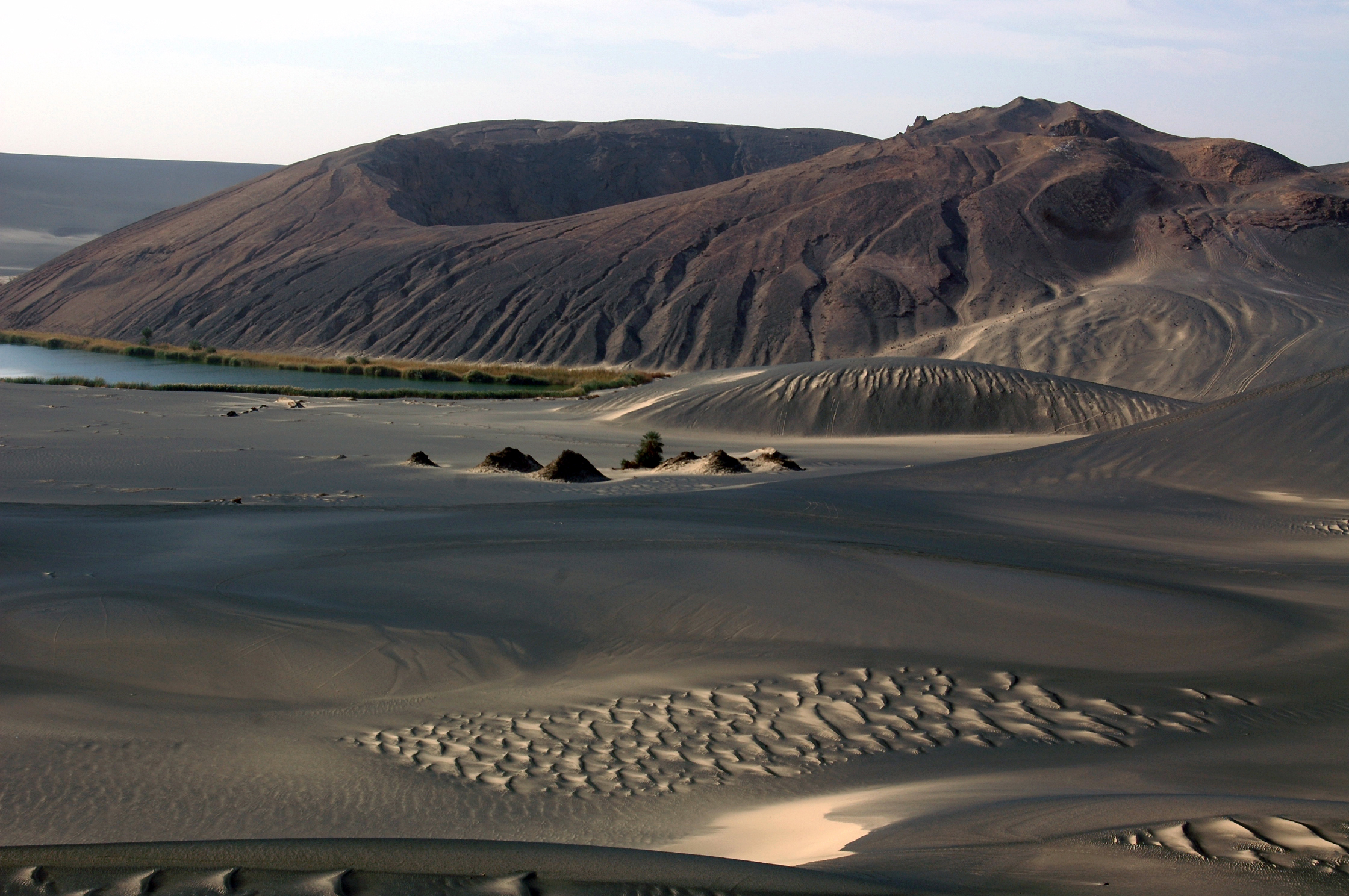
Schlackenkegel
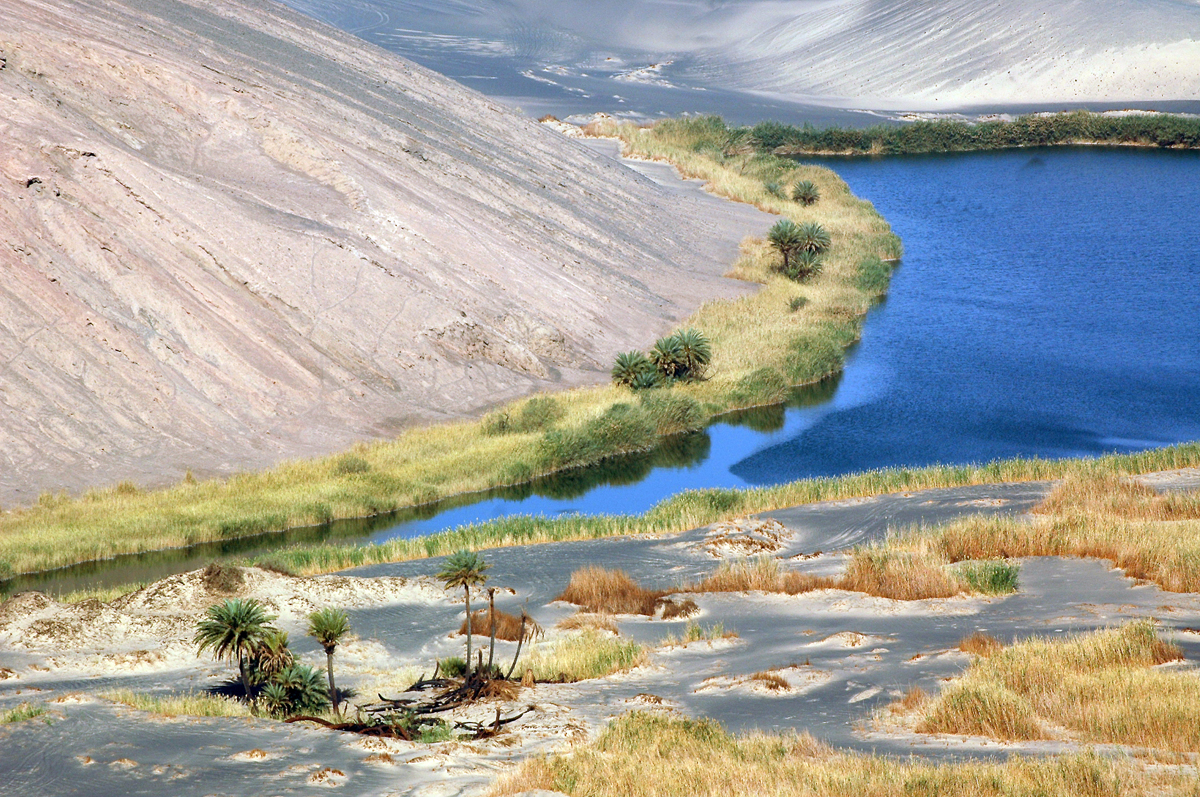
Blauer Grundwassersee
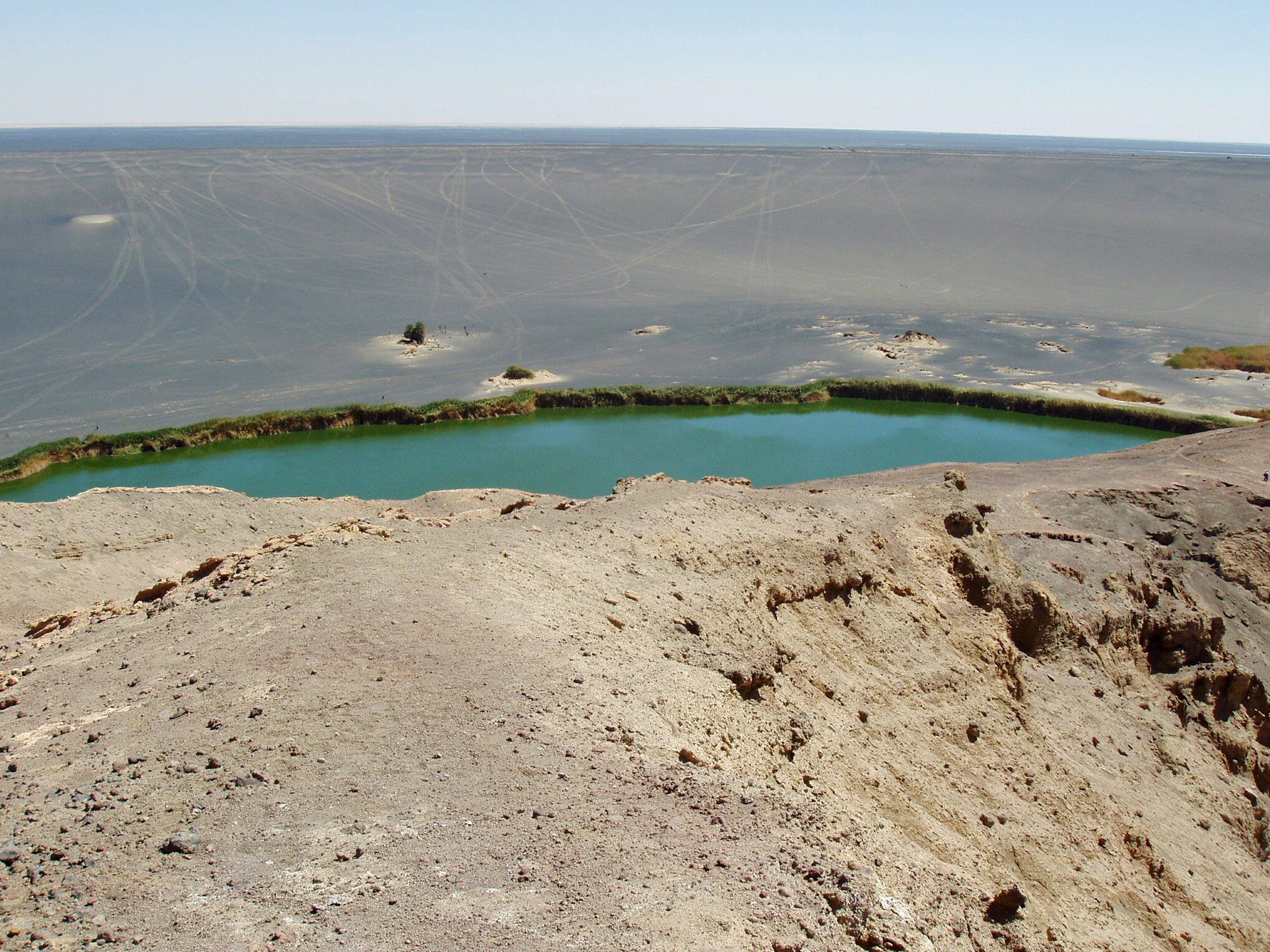
Grüner See
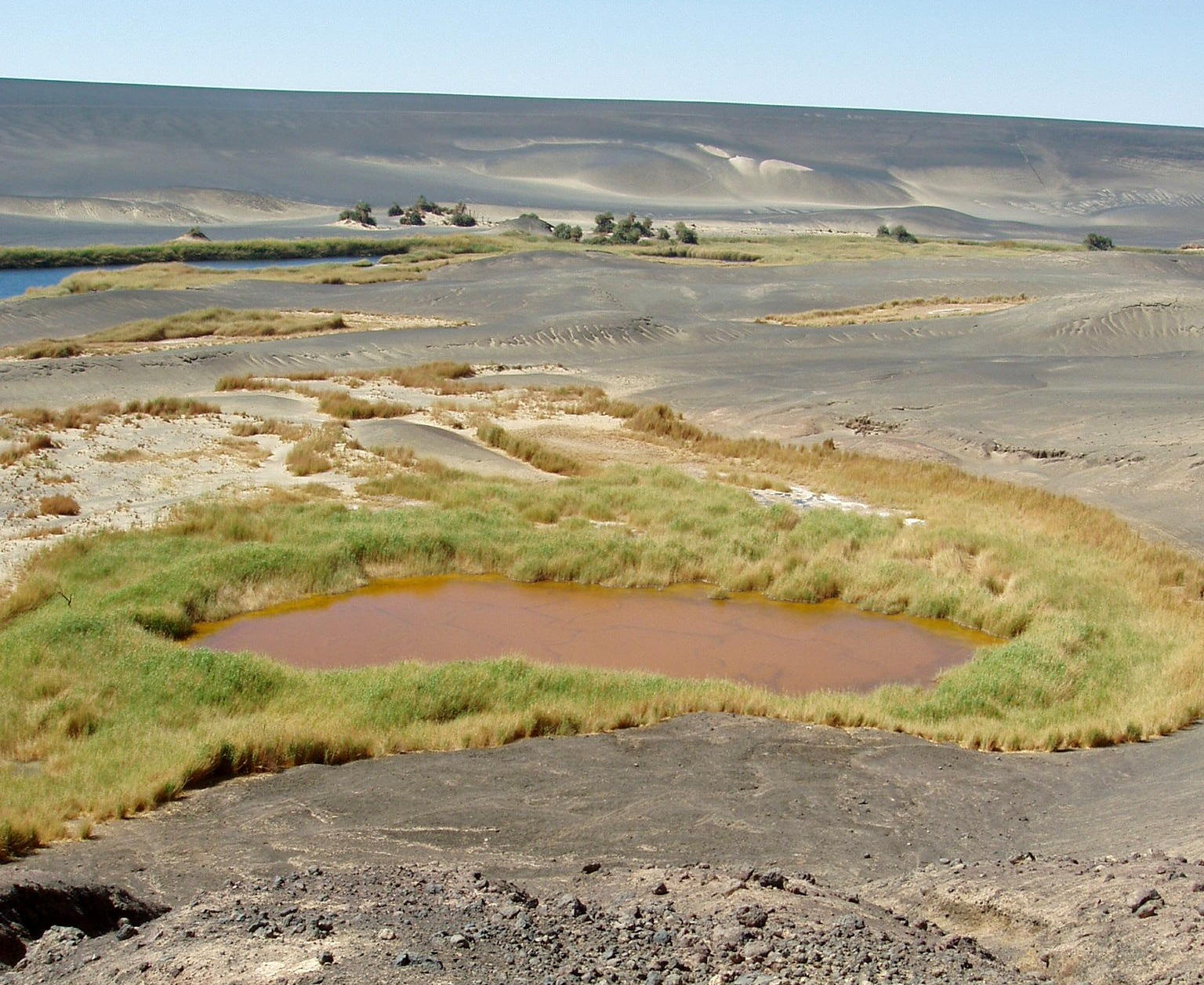
Roter See